# 李國臣
李国臣（?—?），唐朝河西人，本姓安。
李国臣力大能撞开城门，以折冲跟随李光弼收复鱼海五城，升任中郎将。后为朔方将，积功擢升为云麾大将军，赐姓李。跟随李光弼守河阳。永泰元年（765年）十月，吐蕃、回纥联兵入侵，郭子仪在泾阳被回纥所围，派李国臣、高升拒其东，魏楚玉当其南，陈回光当其西，朱元琮当其北。自己率铠骑二千出入阵中。闰十月，封朔方大将孙守亮等九人为异姓王，李国臣等十三人为同姓王，李国臣封临川郡王。大历八年（773年），为盐州刺史。吐蕃在黄菩原击败浑瑊，将攻汧、陇，李国臣对人说：“敌虏乘胜，必扰京师，我速到秦原，他们一定还兵。”于是带兵登上安乐山，鸣鼓向西，一日行三十里。吐蕃听说後，从百里城回军，越过险地时，浑瑊乘机将其击败。去世后赠扬州大都督。